# مقاطعة سوليفان (بنسلفانيا)
مقاطعة سوليفان (بالإنجليزية: Sullivan County, Pennsylvania)‏ هي إحدى مقاطعات ولاية بنسلفانيا في الولايات المتحدة. بلغ عدد سكانها 6428 نسمة في عام 2010 حسب إحصاء مكتب تعداد الولايات المتحدة.

## أعلام
- جوني بنت
- ستانتون واربورتون
- ريد جرانج

## وصلات خارجية
- www.sullivancounty-pa.us